# Jurij Leonow
Jurij Władimirowicz Leonow, ros. Юрий Владимирович Леонов (ur. 28 kwietnia 1963 w Ust-Kamienogorsku, Kazachska SRR) – kazachski hokeista. Reprezentant ZSRR. Trener hokejowy.

## Kariera zawodnicza
- Jengbek Ałma-Ata (do 1983)
- Dinamo Moskwa (1983-1991)
- HC Ambrì-Piotta (1991-1994)
- Triglav Kranj (1994)
- HC Milano Devils (1994)
- Dinamo Moskwa (1994-1995)
- Triglav Kranj (1995)
- Dinamo Moskwa (1995-1996)
- Triglav Kranj (1996)
- Storhamar Dragons (1996-1997)
- Triglav Kranj (1997)
- Dinamo Moskwa (1997-1998)
- Awangard Omsk (1998-1999)
- Storhamar Dragons (1999-2001)
- CSKA Moskwa (2001-2002)

Wychowanek Jengbeka Ałma-Ata. Wieloletni zawodnik Dinama Moskwa w Superlidze. Ponadto występował w szwajcarskiej lidze NLA i innych ligach zachodnioeuropejskich.
Uczestniczył w turnieju mistrzostw świata w 1990.

## Kariera trenerska
- Dinamo Moskwa (2006-2007), główny trener
- SKA Sankt Petersburg (2007-2008), asystent trenera
- HK WMF SKA Sankt Petersburg (2008-2012), główny trener
- Witiaź Czechow / Podolsk (2012-2014), główny trener
- Amur Chabarowsk (2014), główny trener
- Amur Chabarowsk (2018-2019), asystent trenera

Po zakończeniu kariery został trenerem. Przez kilka lat był szkoleniowcem zespołu WMF w lidze WHL. W czerwcu 2012 został trenerem Witiazia (początkowo Czechow, od 2013 Podolsk) w KHL. Został zwolniony w styczniu 2014. 12 kwietnia 2014 został trenerem klubu Amura Chabarowsk. Został zwolniony w połowie października 2014. Cztery lata później, w kwietniu 2018 ponownie wszedł do sztabu trenerskiego Amura, zostając asystentem Nikołaja Borszczewskiego (który odszedł ze stanowiska w styczniu 2019).

## Sukcesy
Reprezentacyjne
- Złoty medal mistrzostw świata: 1990

Klubowe
- Puchar Spenglera: 1983 z Dinamo Moskwa
- Srebrny medal mistrzostw ZSRR: 1985, 1986, 1987 z Dinamo Moskwa
- Brązowy medal mistrzostw ZSRR: 1988 z Dinamo Moskwa
- Złoty medal mistrzostw ZSRR: 1990, 1991 z Dinamo Moskwa
- Złoty medal mistrzostw Rosji: 1995 z Dinamo Moskwa
- Brązowy medal mistrzostw Rosji: 1996 z Dinamo Moskwa
- Złoty medal mistrzostw Norwegii: 1997, 2000 ze Storhamar Dragons

Indywidualne
- Superliga rosyjska 1994/1995: Złoty Kask (przyznawany sześciu zawodnikom wybranym do składu gwiazd sezonu)
- Superliga rosyjska 1995/1996: Złoty Kij – Najbardziej Wartościowy Gracz (MVP) w rundzie zasadniczej

Wyróżnienie
- Zasłużony Mistrz Sportu Rosji w hokeju na lodzie: 2005